# 小頭革鯻
小頭革鯻（學名：Scortum parviceps）為鱸形目鱸亞目鯻科的其中一種，分布於大洋洲澳洲昆士蘭淡水水域，為特有種，體成紡錘型，側扁，體長可達38公分，成魚棲息在水質清澈，流動快速溪流的底中層水域，屬雜食性，以藻類、甲殼類及蚯蚓為食，繁殖期在每年10至11月，雌魚可產11萬5,000顆卵，卵約36小時孵化，成魚會保護卵並搧動魚鰭提供足夠的氧，生活習性不明，可做為觀賞魚。